# Cerdistus begauxi
Cerdistus begauxi là một loài ruồi trong họ Asilidae. Cerdistus begauxi được Tomasovic miêu tả năm 2005. Loài này phân bố ở vùng Cổ Bắc giới.